# Beverīna (novads)
Beverīna  est un ancien novads de Lettonie, situé dans la région de Vidzeme. Créée en 2009, la municipalité est supprimée en 2021 et fusionné dans la municipalité de Valmiera.

## Histoire
La municipalité de Beverīna, (en letton Beveranas novads), est créée en 2009, lors de la 1re réforme administrative territoriale, par détachement des rajons de Valmiera et de Valka. Elle est divisée en trois pagasts, Brenguli, Kauguri et Trikātas. En 2009, sa population est de 3 567 habitants.
Le 1er juillet 2021, le novads de Beverīna est fusionné avec la nouvelle municipalité de Valmiera lors de la 2e réforme administrative territoriale.